# Sphagnum beothuk
Sphagnum beothuk là một loài rêu trong họ Sphagnaceae. Loài này được R.E. Andrus mô tả khoa học đầu tiên năm 2006.